# Drumcondra
Drumcondra (irl.: Droim Conrach) – dzielnica mieszkalna północnego Dublina w Irlandii. Przepływają tam dwie rzeki - Tolka i Royal Canal. W dzielnicy znajdują się między innymi stadiony Croke Park i Tolka Park.